# جاك أوكونور (كاتب)
جاك أوكونور (بالإنجليزية: Jack O'Connor)‏ هو كاتب أمريكي، ولد في 22 يناير 1902، وتوفي في 20 يناير 1978.